# Susan Adams McKelvey
Profª. Susan Adams Delano de McKelvey ( 1888 - 1964 ) fue una profesora, historiadora, horticultora, y botánica estadounidense

## Algunas publicaciones
- 1938. Yuccas of the southwestern United States. Volumen 2. Ed. The Arnold Arboretum of Harvard University. 1 pp.
- florence bell Robinson, susan delano McKelvey. How to recognize the hybrid lilacs: standard information charted for quick reference and comparison. Ed. J.S. Swift

### Libros
- 1991. Botanical exploration of the trans-Mississippi west, 1790-1850. Northwest reprints. Ed. Oregon State University Press. 1.144 pp. ISBN 0870715135
- 1938. The lilac: a monograph. Ed. MacMillan. 581 pp.

## Honores

### Epónimos
Especies
- (Agavaceae) Agave mckelveyana Gentry[1]

- La abreviatura «McKelvey» se emplea para indicar a Susan Adams McKelvey como autoridad en la descripción y clasificación científica de los vegetales.[2]